# 何树山
何树山（1964年3月—），男，山东新泰人，中华人民共和国政治人物。中国石油大学油气井工程专业毕业，在职研究生学历，工学博士，正高级工程师。第十一届全国人民代表大会天津地区代表。

## 生平
1984年毕业于大庆石油学院。1984年7月参加工作，任职于大庆石油管理局钻井一公司、三公司。1986年12月加入中国共产党。1999年底，任大庆油田有限责任公司修井分公司经理、党委副书记。2000年10月调任吉林石油集团有限责任公司总工程师、党委常委，2002年11月，升任吉林石油集团有限责任公司董事长、总经理、党委副书记。2006年6月，转任中国石油大港油田分公司总经理、党委副书记。2008年，当选为全国人大代表。2008年4月，调任天津市委滨海新区工委委员、天津开发区管委会党组副书记、管委会主任。2009年12月，任天津市委滨海新区工委委员、天津开发区管委会党组书记、管委会主任，并当选为中共天津市滨海新区区委常委。2013年1月31日，在天津市第十六届人民代表大会第一次会议当选天津市人民政府副市长，分管工业和信息化（国防工业、节能降耗）、科技、知识产权、质量技术监督、电力、通信、安全生产、抗震救灾工作。2017年12月，调任安徽省人民政府副省长、党组成员。2018年3月至2019年4月，兼任省国资委主任。2023年1月，何树山当选为安徽省人大常委会副主任，不再担任省人民政府副省长。

### 天津港爆炸事故
2015年天津港“8.12”特别重大火灾爆炸事故发生前两天，何树山刚约谈过危化企业，强调要“加强对重点行业领域的安全检查、隐患排查和专项整治力度”；事故发生后70小时内，天津市政府连续召开了5场新闻发布会，主管安全工作的天津副市长何树山均未出席。在事后的追责中，作为分管安全生产的副市长何树山因“贯彻落实国家安全生产法律法规和决策部署不到位，组织、指导、督促开展安全生产监管工作不到位，对天津市安全监管局存在的失职渎职问题失察，对上述问题负有重要领导责任”而被记大过处分。